# Andrzej Niedzielan
Andrzej Zbigniew Niedzielan (Żary, 27 febbraio 1979) è un ex calciatore polacco, di ruolo attaccante.

## Carriera

### Club
Ha vinto due campionati polacchi con il Wisła Kraków, nel 2008 e nel 2009, realizzando in due stagioni una sola rete in più di venti apparizioni.

### Nazionale
Ha segnato il suo primo gol con la nazionale il 14 febbraio 2003, nella vittoria esterna per 0-3 contro la Macedonia.

## Palmarès
- Campionato polacco: 2

Wisła Cracovia: 2007-2008, 2008-2009